# Teddy Kristiansen
Teddy Kristiansen (1964) es un dibujante de cómics danés.
Sus obras más conocidas comercialmente son la miniserie Superman: Metrópolis, junto al guionista Chuck Austen y Superman y la bomba de la paz con guion de Niels Sondergaard. Dentro del sello Vértigo destaca su colaboración con Steve T. Seagle en House of Secrets: Fachada y House of Secrets: Foundations, así como algunos números de Sandman Mystery Theatre. También destaca su Grendel: Four Devils y su interpretación de Tarzán.
Actualmente vive en Dinamarca con su mujer y sus tres hijas.
- Datos: Q3543900
- Multimedia: Teddy Kristiansen / Q3543900